# Bernard Kiprop Kipyego

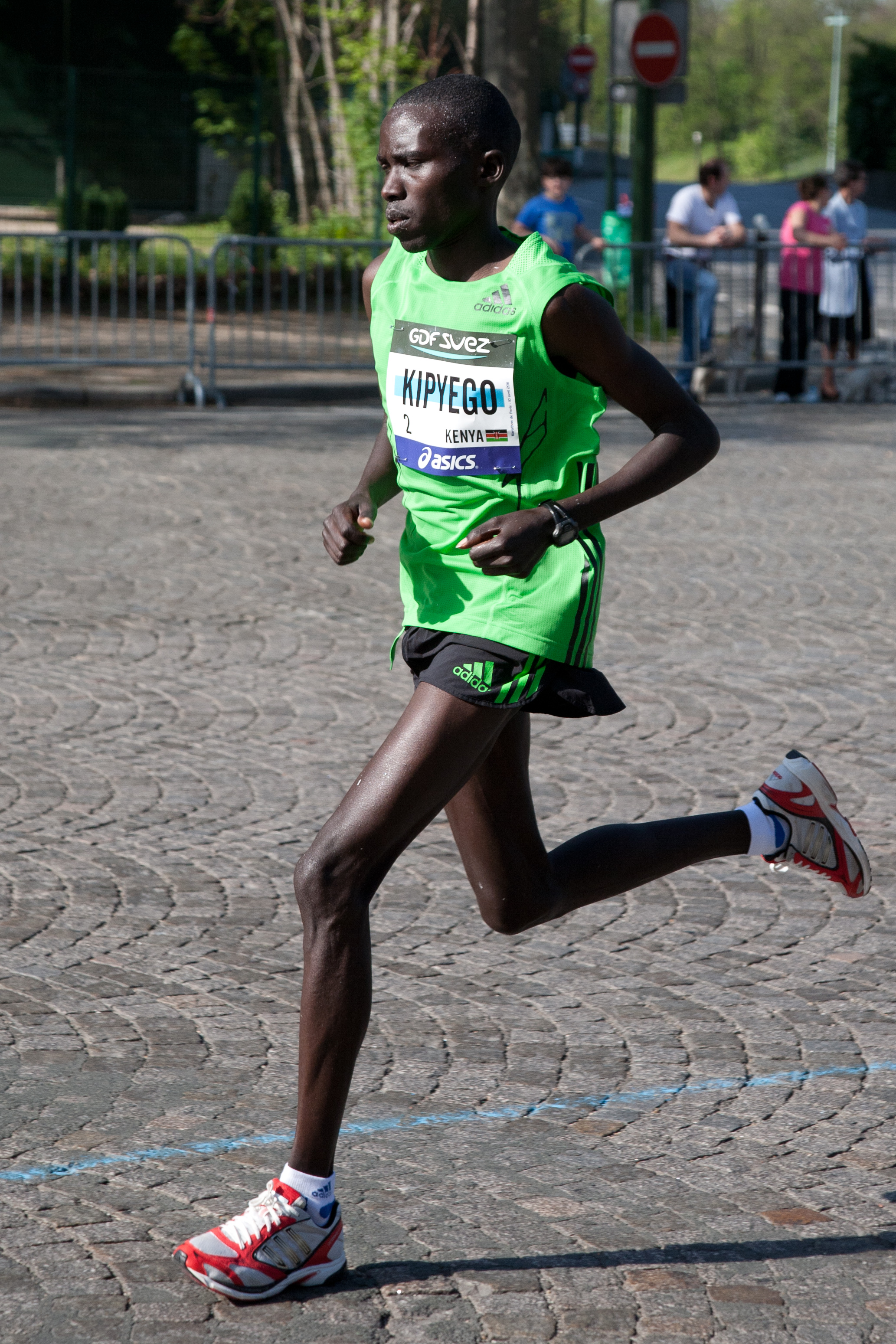
Bernard Kipyego beim Paris-Marathon 2011

Bernard Kiprop Kipyego (* 16. Juli 1986) ist ein kenianischer Langstreckenläufer.
2005 gewann er beim Juniorenrennen der Crosslauf-Weltmeisterschaften Silber und 2007 beim Erwachsenenrennen Bronze.
Mit seinem Sieg beim Berliner Halbmarathon 2009 mit der Weltklassezeit von 59:34 min gelang ihm eines der besten Debüts über die Halbmarathondistanz aller Zeiten. Bei den Leichtathletik-Weltmeisterschaften in Berlin wurde er Fünfter im 10.000-Meter-Lauf. Als Vierter des Rotterdam-Halbmarathons verbesserte er kurz darauf seinen persönlichen Rekord auf 59:10 min. 2010 gab er sein Debüt auf der Marathondistanz und belegte beim Rotterdam-Marathon in 2:07:01 Stunden den fünften Platz. Im selben Jahr wurde er Zweiter beim Lille-Halbmarathon 2011 gewann er nach einem zweiten Platz beim RAK-Halbmarathon den Paris-Marathon.

## Persönliche Bestzeiten
- 3000 m: 7:50,57 min, 19. Juli 2006, Liège
- 5000 m: 13:09,96 min, 29. Juli 2005, Oslo
- 10.000 m: 26:59,61 min, 14. September 2007, Brüssel
- Halbmarathon: 59:10 min, 13. September 2009, Rotterdam
- Marathon: 2:06:29 h, 9. Oktober 2011, Chicago